# Mabel’s Blunder
Mabel’s Blunder – amerykański film niemy z 1914 roku.

## Wyróżnienia
| Rok wpisania | National Film Registry |
| ------------ | --- |
| 2009         | Lista filmów budujących dziedzictwo kulturalne USA utworzona przez National Film Preservation Board i przechowywana w Bibliotece Kongresu Stanów Zjednoczonych |